# Maariv (journal)
Pour les articles homonymes, voir Maariv.
Ne doit pas être confondu avec la prière du soir du même nom : Maariv (office)
Maariv (en hébreu : מעריב, le Soir) est le deuxième plus gros tirage des journaux payants en Israël et l'un des trois principaux quotidiens israéliens, avec Haaretz et Yediot Aharonot.
Il défend à l’origine une ligne de droite, engagée en faveur du nationalisme et du libéralisme économique. Bien qu'ouvertement hostile au Parti travailliste israélien, il restait indépendant du Herout de Menahem Begin, le grand parti de la droite.
Depuis 2015, après une décennie de soubresauts et de revers financiers, Maariv est la propriété de l’homme d’affaires Eli Azur, également propriétaire du quotidien anglophone The Jerusalem Post. Fort d'un tirage estimé à 90 000 exemplaires, Maariv continue de représenter une ligne éditoriale nationaliste et économiquement libérale.

## Histoire

### De 1948 à 2012
Fondé, le 15 février 1948, par le journaliste israélien Azriel Carlebach (transfuge du Yediot Aharonot), dans le cadre d'une société de rédacteurs (dissoute dans les années 1990), Maariv, d'abord plutôt marqué à droite, est un journal populaire et notoire du fait de l'abondance de ses sources politiques, sa lutte en faveur de la liberté de la presse et contre la corruption. Il a révélé plusieurs scandales, dont l'affaire du « silicone dans le lait » en 1995. Maariv se livre depuis sa naissance à une lutte contre son grand concurrent Yediot Aharonot (ayant mené à l'affaire des écoutes téléphoniques en 2000).

### Depuis 2012
En novembre 2012, en difficulté financière, Maariv est racheté par Shlomo Ben Zvi, déjà propriétaire du journal Makor Rishon, un journal conservateur et religieux. Dans la négociation, Ben Zvi déclare que trois cents à quatre cents employés vont pouvoir rester dans le groupe. Les employés manifestent contre cette vente à Ben Zvi. Une fois la vente effectuée, 350 personnes sont licenciées,,. Cependant, la situation financière du journal ne s'améliore pas et en mars 2014, Ben Zvi demande la protection de la justice avant la liquidation du journal.
Depuis novembre 2013, il publie aussi une édition du soir. En avril 2014, Maariv a été racheté par le groupe The Jerusalem Post et son propriétaire Eli Azour.

## Journalistes
Parmi les journalistes et rédacteurs, qui ont contribué, au fil des années, au développement du journal, on compte : Shalom Rosenfeld (lauréat du Prix Israël), Dov Yudkovski (ancien directeur de Yediot Aharonot), Amnon Abramowitch (a quitté Maariv pour Channel Two), Amnon Dankner, Amnon Rubinstein (ancien ministre), Tullia Zevi, l'humoriste et cinéaste Ephraim Kishon, Joseph Tommy Lapid (ancien ministre de la Justice), son fils Yaïr Lapid (qui a quitté Maariv pour Yediot Aharonot, actuellement ministre des Finances) et Uri Avnery.
Depuis 2010, Maariv est représenté à Paris par Gideon Kouts (également correspondant de la Radio-télévision publique IBA).